# Carlos Lehder
Carlos Enrique Lehder Rivas dit El Bocón (« la Grande Gueule »), né le 7 septembre 1949 à Armenia en Colombie, est un trafiquant de drogue germano-colombien, cofondateur du cartel de Medellín arrêté le 4 février 1987, et condamné le 19 mai 1988 à vie plus 135 ans de prison aux États-Unis. En juin 2020, à l'âge de 70 ans, il est libéré de prison et expulsé en Allemagne sous une nouvelle identité en étant l'un des plus gros trafiquants du monde.

## Biographie
Né d'un père allemand émigré en 1928 et d'une mère colombienne de la classe moyenne, résidant aux États-Unis, Carlos Lehder a eu un rôle décisif dans l'ascension de Pablo Escobar. Initié au commerce de la cocaïne en transportant de petites quantités de drogue, Lehder a conçu l'idée d'un grand centre de transfert basé dans l'une des îles des Bahamas, Norman's Cay. L'île a été louée en guise de piste d'atterrissage et d'entrée maritime aux États-Unis. Mais il s'agissait cette fois-ci d'acheminer des quantités énormes de drogue.
Carlos Lehder a également marqué les relations entre trafic de drogue et politique en créant son propre parti : le Movimiento Latino Nacional dont le principal étendard a été la lutte contre l'extradition vers les États-Unis. Lui-même avait des sympathies néo-nazies. Rodriguez Gacha a essayé d'exercer une influence politique locale par le biais du groupe « Morena », créé par les leaders libéraux et les paramilitaires de Magdalena, en partie financé par le capo.
Carlos Lehder a été un des premiers membres importants du cartel de Medellín à être extradé aux États-Unis. En tant qu'associé de Pablo Escobar, il a amassé une fortune de plus de 2 milliards de dollars américains. En 1992, sa peine d'emprisonnement est réduite à 55 ans au total pour avoir témoigné contre Manuel Noriega lorsque les États-Unis étaient en guerre contre le Panama,.
En 2020, il est libéré de sa prison floridienne à l'âge de 70 ans et expulsé en Allemagne.